# Eusarcus doriphorus
Eusarcus doriphorus is een hooiwagen uit de familie Gonyleptidae.